# Kim Yeong-nam (cầu thủ bóng đá)
Đây là một tên người Triều Tiên, họ là Kim.
Kim Yeong-nam (tiếng Hàn: 김영남; sinh ngày 24 tháng 3 năm 1991) là một cầu thủ bóng đá Hàn Quốc thi đấu ở vị trí tiền vệ cho Asan Mugunghwa ở K League 2.

## Sự nghiệp
Kim Yeong-nam gia nhập Seongnam Ilhwa vào tháng 1 năm 2012.